# Pleurothallis colnagoi
Pleurothallis colnagoi är en orkidéart som beskrevs av Guido Frederico João Pabst. Pleurothallis colnagoi ingår i släktet Pleurothallis och familjen orkidéer. Inga underarter finns listade i Catalogue of Life.